# ميخائيل نونان
ميخائيل نونان (بالإنجليزية: Michael Noonan)‏ هو لغوي أمريكي، ولد في 14 سبتمبر 1947 في أوبورن في الولايات المتحدة، وتوفي في 23 فبراير 2009.